# 卡鲁塔佩拉
卡鲁塔佩拉是巴西马拉尼昂州的一个市镇，为该州最北部的城市。总面积1255.555平方公里，总人口20233人，人口密度16.1人/平方公里。